# 臭化ウラン(IV)
臭化ウラン(IV)は、臭素とウランの無機化合物である。化学式はUBr4。